# Cawaii!
『Cawaii!』（カワイイ!）は、主婦の友社がかつて発行していたギャル系ファッション雑誌。

## 概要
1996年3月創刊。雑誌名の由来は「可愛い」。読者層は女子高生 - 20歳。コンセプトは「女子高生みんなで作る雑誌。」多くのモデルがいる。“読者モデル”として一般の女子高校生をモデルとして起用する読者参加型雑誌の先駆けとして注目され、いわゆるギャル系雑誌としても話題になり、最盛期の2000年には、約40万部の発行部数を誇った、他誌をリードしていくような雑誌だった。
毎年2月号の表紙は、その年に成人式を迎えるCawaii! Girlsの振袖姿である。例えば2005年は大石理紗・土岐田麗子、2006年は斉川あい・青木亜希・陸守絵麻。なお、この5人はその号で卒業した。
2004年5月にタイ語版が創刊した。日本雑誌のタイ語版は本誌が初となった。創刊当初は30%がタイでの独自記事、残り70%を翻訳が占めていたが、年々独自記事の割合を増やしている。なお、海外版は中国および台湾でも発売されている。
2009年5月1日発売の同年6月号で休刊。ラスト号は、福長優・井上乃帆のツートップが表紙を飾った。休刊は、部数が伸び悩み、今後市場の拡大は困難だと判断したためという。フリーライターの柴口育子は、ターゲットを細分化した18歳以上向けの『S cawaii!』と中学生向けの『Hana chu』の姉妹誌2誌と読者層を奪い合う結果になったためであろうと推測している。なお、携帯電話での公式サイトは雑誌の休刊後も更新を続けていた。

## モデル
Cawaii! レギュラーモデル。
- 井上乃帆
- 福長優
- 愛内里菜
- 山本梓
- 鈴木杏奈(現・住谷杏奈) - レイザーラモンHGの妻
- 板野友美 - 当時AKB48のメンバー
- 稲森寿世
- 森本容子 - 創刊当初からの読者モデル。女子高生の頃・卒業後のショップスタッフの頃を通じ読者モデルとして活動。とりわけショップスタッフの頃は「カリスマ販売員」として毎号のように特集が組まれる。S Cawaii!創刊号（2000年11月号）の表紙に掲載されると共にレギュラーモデルとして毎号のようにファッションページにも登場。
- 櫻井絵理 - 後に「ERI」の名で「deeps」の一員となりCDデビュー
- 菅原禄弥 - 2001年2月号まで。1999年に女優活動を開始後、Rayのレギュラーモデルとして活動。現在は S

## コミックCawaii!
休刊後の2010年3月に配信が開始されたウェブコミック配信サイト。オリジナルの漫画・小説・エッセイなどを無料で配信していたが2013年1月に更新休止。その後、2年経て「コミカワ」としてリニューアル。
『コミックCawaii!』では雑誌同様に「かわいい」をテーマにしていた（正確には漢字とひらがなの違いがある）が、リニューアルとなった『コミカワ』の理念は「WEB版のコミックマーケット」となった。